# Bartolomeo Cristofori

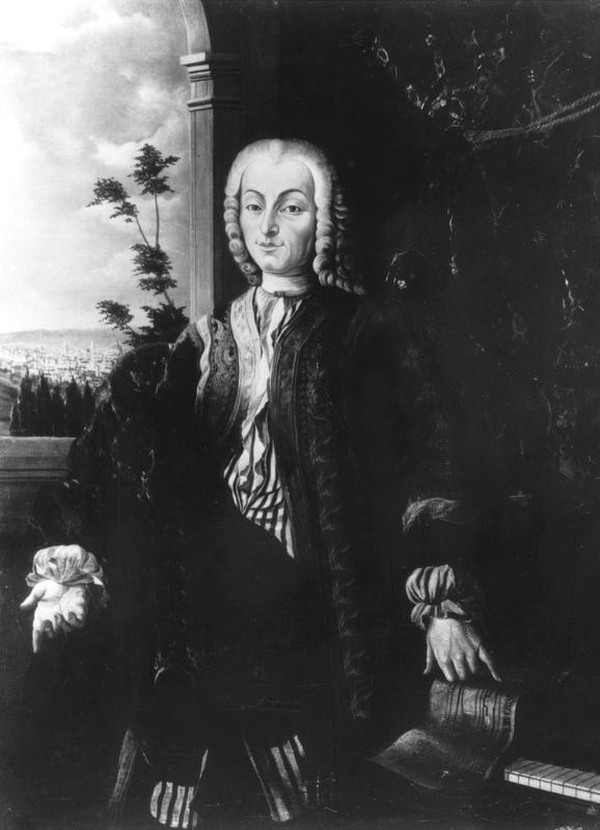
Bartolomeo Cristofori

Bartolomeo Cristofori di Francesco (n. 4 mai 1655, Padova – d. 27 ianuarie 1731, Florența) a fost un producător italian de instrumente muzicale faimos pentru inventarea pianului. 
În anul 1700 a creat un prim cembalo a martelletti (clavecin cu ciocănele), apoi (spre 1710) primul său pianoforte. La Metropolitan Museum din New York este păstrat un instrument produs de Cristofori în anul 1720.
O diagramă a lucrărilor sale a fost publicată în 1711.